# Стінна ящірка сицилійська
Стінна ящірка сицилійська (Podarcis waglerianus) — вид ящірок родини справжніх ящірок (Lacertidae). Один із 28 видів роду. Ендемік Італії (Сицилія з прилеглими островами). Мешканець середземноморських гірських та прилеглих рівнинних ландшафтів. Вид охороняється Бернською конвенцією та Директивою Європейського Союзу 92/43/ЄС «Про збереження природних оселищ та видів природної фауни і флори».

## Етимологія
Видова назва дана на честь німецького біолога Йоганна Георга Ваглера.

## Опис
Невелика ящірка, до 25 см завдовжки (L. + L.cd.). Довжина тіла від кінчика морди до клоаки (L.) до 7,5 см. Хвіст (L.cd.) вдвічі  перевищує довжину тулуба з головою. Самці трохи більші за самиць. Дорослі ящірки порівняно з особинами із споріднених видів виглядають більш-менш стрункими. Голова висока, пірамідальна.
Спина зазвичай зелена, з мінливою кількістю темних плям і вкраплень — часто з хребетним рядом плям, особливо на задній частині спини та між задніми ногами. Наявні бліді дорсо-латеральні смуги, що можуть бути облямовані на спинній стороні темними плямами. Самці з темнішою пігментацією та яскравою зеленою спиною; живіт і низ хвоста можуть бути помаранчевими або червоними, а горло зеленим, синюватим і часто з невеликими темними плямами; зовнішня черевна луска може бути блакитною. Рівномірно зелені особини не рідкість, але зазвичай тьмяніші дорсо-латеральні смуги та окремі плями на задній частині хребта, хоча і слабкі, але залишаються. Самки часто більш однорідного кольору, можуть бути оливковими або коричневими. 

## Поширення

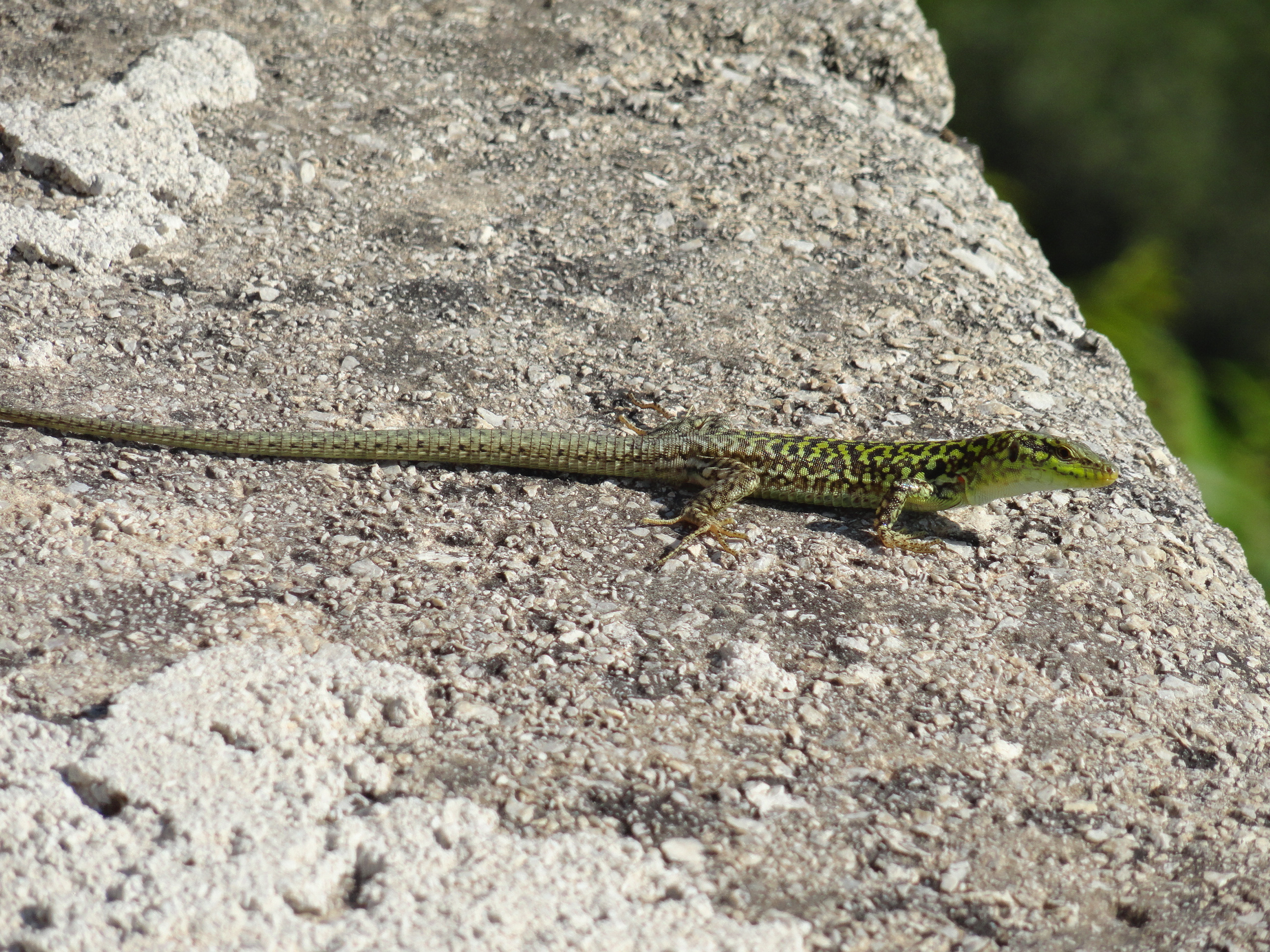
Стінна ящірка сицилійська в Палермо (Сицилія)

Ендемік Італії, поширений на островах Сицилія (без північного заходу), Фавіньяна, Леванцо, Мареттімо, Егадських островах. 

## Місця проживання
Мезоксерофільний вид ящірок. Населяє різноманітні відкриті середземноморські ландшафти, від рівня моря до середньогір'я, віддаючи перевагу помірно сухим і кам'янистим ділянкам з густою трав'янистою рослинністю, в т. ч. чагарники та лісові галявини в гірських районах. Рідше трапляється поблизу людського житла, ніж інші стінні ящірки, хоча не уникає пасовищ та оброблених земель, особливо зрошуваних. У гори піднімається до висоти близько 1200 м н. р. м. (можливо до 1500 м). 

## Особливості біології
На Сицилії та ряді островів у межах ареалу є досить звичайним видом стінних ящірок. Добре лазить по камінню, скелях та деревах, але рідше інших видів стінних ящірок. Активна протягом року, хоча особини, які проживають на великих висотах, можуть уходити в коротку зимову сплячку. 
Стінна ящірка сицилійська належить до яйцекладних плазунів. У період розмноження самці ревно охороняють свої індивідуальні ділянки, оглядаючи їх із високих предметів. Парування відбувається в квітні — травні. Самиці в липні відкладають одну або дві кладки з 2—6 овальних яєць, зазвичай прихованих біля основи рослин. Розвиток яєць продовжується приблизно 8 тижнів. Молодь, близько 5,5 см завдовжки, зазвичай з'являється в кінці літа. 
Харчується різноманітними безхребетними, переважно членистоногими. 

## Охорона
Стан більшості природних популяцій виду в межах ареалу залишається більш-менш стабільним. Саме тому він, згідно Червоного списку МСОП, отримав охоронний статус «відносно благополучний вид». Але в окремих районах Сицилії та на окремих прилеглих островах спостерігається тенденція до зниження чисельності популяції виду, що потребує запровадження охоронних заходів. Тому, стінна ящірка сицилійська занесена до Додатку ІІ Бернської конвенції (охоронна категорія: вид підлягає особливій охороні) та Директиви Європейського Союзу 92/43/ЄС «Про збереження природних оселищ та видів природної фауни і флори» (Додаток IV. Види рослин і тварин, що становлять особливий інтерес для Європейського Союзу, які потребують суворих заходів охорони).